# Euxena albiguttata
Euxena albiguttata là một loài bướm đêm trong họ Geometridae.